# Hans-Georg Reinhardt
Hans-Georg Reinhardt, nemški general, * 1. marec 1887, Bautzen, † 24. november 1963, München.